# Moxostoma poecilurum
Moxostoma poecilurum és una espècie de peix de la família dels catostòmids i de l'ordre dels cipriniformes.

## Morfologia
Pot assolir 51 cm de longitud total, encara que la seua mida normal és de 25,5.

## Reproducció
Té lloc des de finals de l'abril fins al maig a Louisiana.

## Alimentació
Menja detritus, diatomees i petits invertebrats (com ara, microcrustacis, larves de tricòpters i de mosquits, rotífers, etc.).

## Hàbitat i distribució geogràfica
És un peix d'aigua dolça, demersal i de clima temperat (38°N-31°N), el qual es troba als Estats Units: la conca del riu Mississipi des del sud de Kentucky i d'Arkansas fins a Louisiana, i, també, les conques del golf de Mèxic des del riu Choctawhatchee (Alabama i Florida) fins a la badia de Galveston (Texas), incloent-hi Geòrgia, Mississipi i Tennessee.

## Observacions
És inofensiu per als humans.